# Трисерадиазотдиоксид
Трисерадиазотдиоксид — неорганическое соединение,
серы, кислорода и азота
с формулой S3N2O2,
светло-жёлтые кристаллы,
разлагается в воде.

## Получение
- Пропускание сернистого газа через раствор в бензоле тетранитрида тетрасеры и тионилхлорида:

{\displaystyle {\mathsf {S_{4}N_{4}+4SOCl_{2}+4SO_{2}\ {\xrightarrow {70-75^{o}C}}\ 2S_{3}N_{2}O_{2}+4SO_{2}Cl_{2}+2S}}}
соединение очищают сублимацией в вакууме при 40°С.

## Физические свойства
Трисерадиазотдиоксид образует светло-жёлтые кристаллы
моноклинной сингонии, пространственная группа C 2/c, параметры ячейки a = 1,6329 нм, b = 0,4518 нм, c = 0,6629 нм, β = 97,31°, Z = 4
.
Не растворяется в воде, медленно подвергается гидролизу.
Растворяется в органических растворителях.